# Alexander Selkirk
Alexander Selkirk (1676 – 13 de dezembro de 1721) foi um marinheiro escocês que passou quatro anos como náufrago após ser abandonado em uma ilha deserta. Supõe-se que suas aventuras tenham inspirado Daniel Defoe a compor o clássico da literatura Robinson Crusoe.

## Biografia

### Juventude
O sétimo filho de Elphan e John Selcraig, um curtidor e sapateiro de Lower Largo, Fife, Escócia, Selkirk nasceu em 1676, e na sua juventude demonstrou tendência a rompantes de rebeldia e violência. Intimado pela lei em 27 de agosto de 1695 por "comportamento indecente na igreja", ele não compareceu à audiência, tendo preferido partir para o mar.
Permaneceu longe seis anos, fugindo das restrições e desaprovações de sua comunidade e aprendendo o ofício de marinheiro. Acabou voltando em 1701, "mais impulsivo e tempestuoso do que nunca", de acordo com alguns biógrafos. Tempos depois Andrew, irmão de Alexander,  dá lhe um copo de água salgada, que o outro bebe incauto. Ao começar a rir da reação do irmão, Andrew é severamente espancado, o mesmo acontecendo a John, seu irmão mais velho, e também ao pai, que tentou intervir. Na confusão acaba sobrando também para a esposa de John, que é atingida por um golpe na cabeça.
Dessa vez ele não conseguiu escapar da audiência, e em 30 de novembro de 1701, diante de todos no púlpito da igreja, "reconheceu seus pecados ao entrar em conflito com seus irmãos", sendo repreendido pela congregação e dispensado sob a promessa de que se regeneraria "em nome do Senhor". Aquilo fora humilhação suficiente para o jovem impulsivo. O inverno reteve-o em Largo, mas com a chegada da primavera ele partiu novamente. A princípio envolveu-se em expedições bucaneiras para as Ilhas do Sul, e em 1703 juntou-se à expedição do corsário e explorador de renome William Dampier. Enquanto Dampier capitaneava o St. George, Selkirk serviu na galé acompanhante Cinque Ports como mestre de navegação sob o comando de Thomas Stradling.

### Náufrago

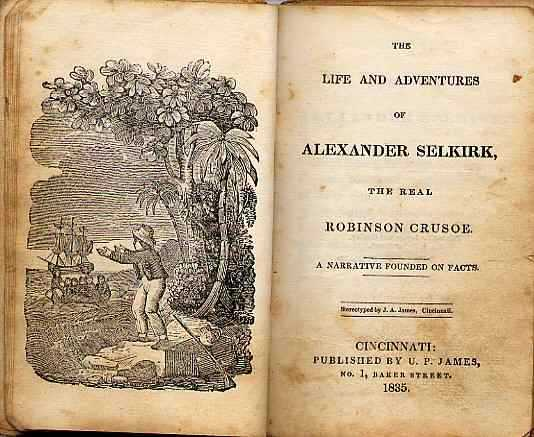
Livro de 1835 baseado na vida de Selkirk

Em outubro de 1704, após as embarcações se separarem devido a um desentendimento entre Stradling e Dampier, o Cinque Ports dirigiu-se à ilha Más a Tierra (atualmente conhecida como Ilha Robinson Crusoe) no arquipélago desabitado de Juan Fernández, ao largo da costa do Chile, para renovar suas provisões e o estoque de água. O local, alvo de uma tentativa mal-sucedida de colonização pelos espanhóis, encontrava-se então abandonado, servindo como ponto de parada frequente para marinheiros britânicos.
Neste ponto, Selkirk tinha graves preocupações a respeito da capacidade de navegação da galé, cuja estrutura mostrou-se não se adaptar bem ao clima tropical. Contando com a passagem iminente do St. George, ele disse a Stradling que preferia ficar em Más a Tierra a afundar com o Cinque Ports, tentando convencer alguns dos seus colegas a desertar e permanecer na ilha. Ninguém concordou, mas o capitão declarou que lhe concederia aquele desejo, abandonando-o sozinho no local. Selkirk imediatamente se arrependeu da decisão, mas não havia como voltar atrás. Como fora abandonado e não expulso, pôde permanecer com seus pertences, e munido de seu mosquete, pólvora, ferramentas variadas (incluindo suas ferramentas náuticas), uma faca, uma Bíblia, livros de salmos, algumas peças de roupa e uma corda, ele passaria os quatro anos e quatro meses seguintes privado de qualquer companhia humana. Quanto ao Cinque Ports, acabou naufragando em alto-mar, vitimando a maioria de seus marujos.

### Vida na ilha
Ouvindo sons estranhos vindo do interior da ilha, que ele temia serem bestas perigosas, Selkirk permaneceu à princípio na linha costeira. Durante este período ele comia frutos do mar e vasculhava o oceano diariamente por sinais de resgate, sofrendo nesse meio tempo de solidão, angústia e remorso. Hordas de ruidosos leões-marinhos, reunindo-se na praia para a temporada de acasalamento, finalmente o obrigaram a explorar o interior da ilha. Uma vez ali, sua vida deu uma guinada para melhor. Mais alimentos estavam disponíveis: cabras selvagens – introduzidas ao habitat pelos antigos colonos espanhóis – forneceram-lhe carne e leite, complementados por uma dieta de nabo, repolho e pimenta-preta. Apesar de ratos atacarem-no à noite, Selkirk foi capaz, ao domesticar e viver próximo a gatos selvagens, de dormir profundamente e em segurança.

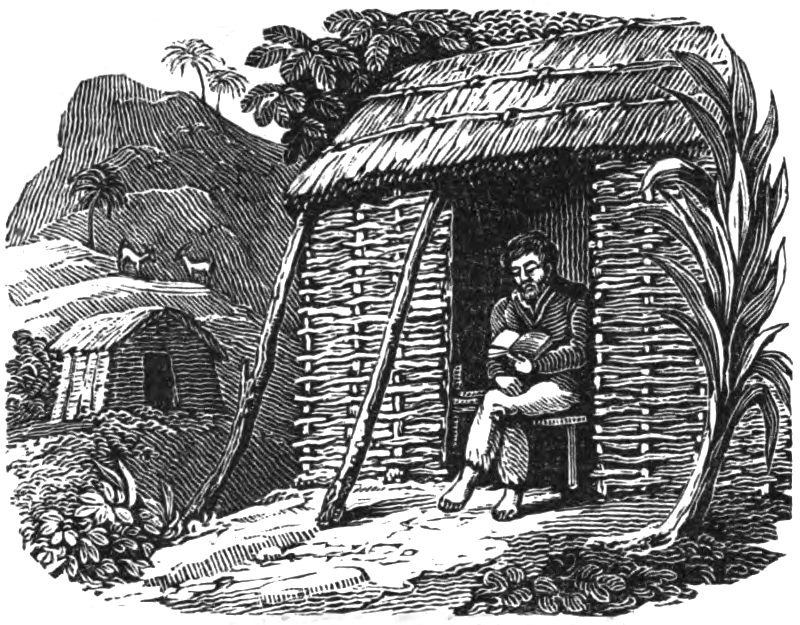
"Selkirk lendo sua Bíblia", gravura de 1837

Selkirk provou ser engenhoso em utilizar o equipamento que trouxera, assim como materiais disponíveis na ilha. Ele construiu, próximo a uma fonte de água, duas cabanas a partir de árvores de pimenta-da-jamaica, utilizou seu mosquete para caçar cabras, e a faca para limpar suas carcaças. Quando a munição ficou escassa, passou a caçar suas presas a pé e, durante uma dessas perseguições, feriu-se seriamente ao cair de um penhasco, ficando inconsciente por aproximadamente um dia. O animal a quem caçava, pelo menos, amorteceu-lhe a queda, poupando-o de ferimentos mais graves. Ele lia a Bíblia com frequência, procurando nela conforto para a sua condição e prática para o seu inglês.
As lições que aprendera no curtume de seu pai na infância foram de grande ajuda durante a estadia na ilha; quando suas roupas puíram, ele produziu novos trajes a partir da pele das cabras, usando um prego para costurar. Depois que seus sapatos desgastaram, ele não teve necessidade de fabricar outros uma vez que seu pé calejado e endurecido tornou qualquer outra proteção desnecessária. Quanto aos instrumentos, ele conseguiu ao menos forjar uma nova faca a partir dos anéis dos barris abandonados na praia.
Nesse ínterim, duas embarcações ancoraram na ilha, mas eram ambas espanholas; no auge da Guerra da Sucessão e na condição de corsário e escocês, Selkirk corria um grande risco caso fosse capturado. Da primeira vez, seguiu até a praia para determinar a nacionalidade do navio ancorado; ao descobrir, pôs-se a correr, não sem antes servir de alvo aos mosquetes espanhóis, cujos donos decidiram não perseguir mais além aquela estranha figura. O segundo encontro, no entanto, foi mais arriscado. Tendo os espanhóis desembarcado sem o náufrago os ter visto, a sua única opção foi buscar refúgio no topo de uma árvore, de onde viu seus perseguidores matarem diversos animais e urinarem no sopé da própria árvore onde se escondia. Frustrados e incapazes de encontrar o marinheiro inimigo, os espanhóis levantaram vela e partiram.

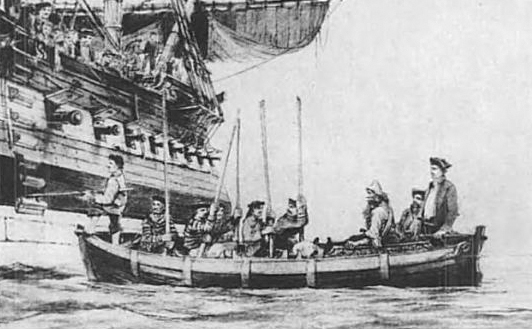
Desenho de 1859 mostrando o resgatado Selkirk (sentado, à direita) sendo levado a bordo do Duke

O esperado resgate ocorreu em 1 de fevereiro de 1709 na forma do Duke, um navio privado pilotado justamente por William Dampier. Selkirk foi descoberto pelo capitão do Duke, Woodes Rogers, que referiu-se a ele como "governador" da ilha. Finalmente entre irmãos, ele ficou praticamente louco de alegria. O ágil náufrago, capturando duas ou três cabras por dia, ajudou a restaurar a saúde abalada pelo escorbuto dos homens de Rogers, e o capitão eventualmente fez amizade com ele, concedendo-lhe o comando independente de um de seus navios. Um livro de autoria de Rogers, A cruising voyage round the world: first to the South-Sea, thence to the East-Indies, and homewards by the Cape of Good Hope, foi publicado em 1712, e incluía um relato sobre o suplício de Selkirk. Na mesma época ele foi entrevistado por Richard Steele, e o artigo sobre suas aventuras, publicado no The Englishman, foi um sucesso entre os leitores.

### Últimos anos
Muitos que estiveram com Selkirk após o resgate (como o capitão Rogers e o jornalista Steele), impressionaram-se com a paz de espírito e vigor corporal que o ex-náufrago adquirira enquanto na ilha. No começo de 1717, Selkirk retornou a Lower Largo, mas permaneceu apenas alguns meses. Conheceu ali Sophia Bruce, uma criada de dezesseis anos. Eles fugiram para Londres, mas aparentemente não se casaram pois, em março daquele ano, o marujo estava de volta ao trabalho. Mais tarde, em visita a Plymouth, ele casou-se com uma estalajadeira viúva.
Um diário de bordo registra que Selkirk morreu às oito da noite de 13 de dezembro de 1721, enquanto servia como tenente a bordo do navio real Weymouth. Ele provavelmente foi vítima da febre amarela que devastou igualmente grande parte daquela tripulação. Foi sepultado no mar, próximo à costa ocidental de África.

## Legado

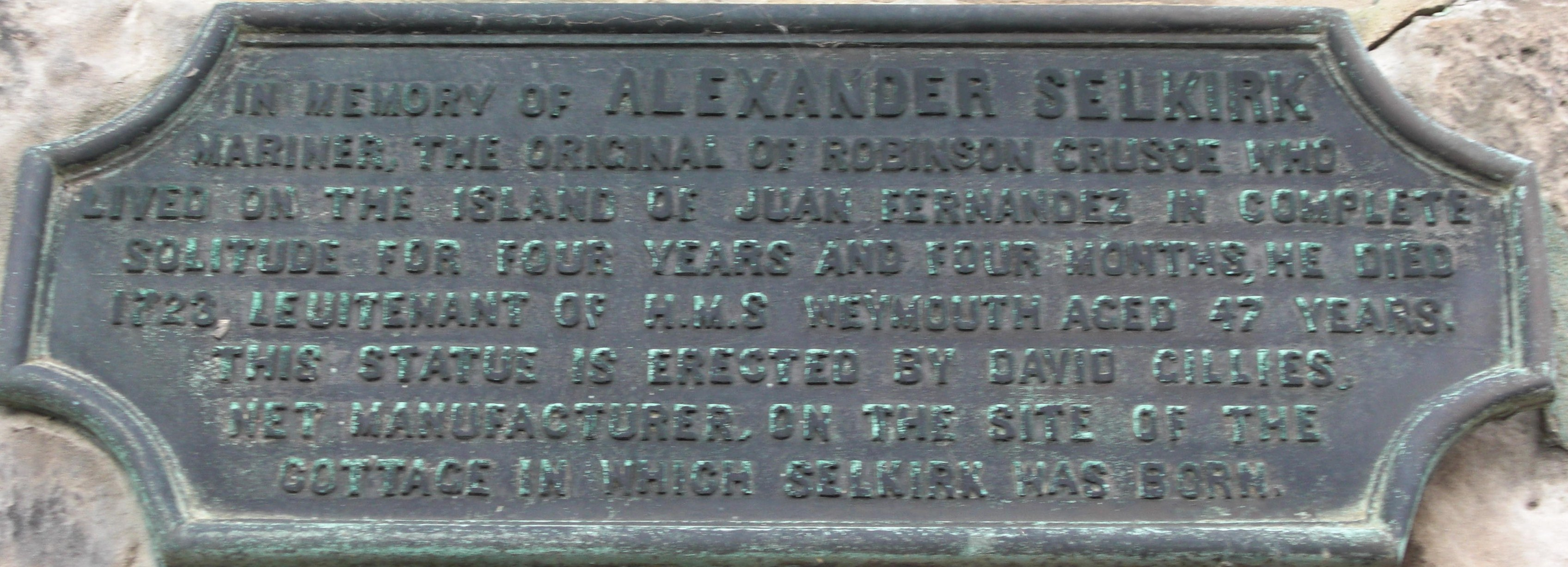
Placa em homenagem a Selkirk em Lower Largo

Um dos muitos leitores do livro do capitão Woodes Rogers foi o escritor Daniel Defoe, e a história das desventuras de Selkirk exerceu profunda influência na caracterização do personagem-título de sua obra-prima Robinson Crusoe. Uma das semelhanças mais evidentes é a vestimenta de pele de cabra de seu náufrago, e apesar de no contexto do livro parecer absurda e desnecessária (levando-se em conta que a ilha paradisíaca foi transposta por Defoe do Pacífico para o Atlântico, com seu clima temperado e muito mais quente), esta permanece como uma das características mais marcantes do personagem.
Em 1863, em homenagem à passagem do escocês por Más a Tierra, a tripulação do HMS Topaze inaugurou uma placa de bronze em um local chamado de "Selkirk's Lookout" ("Observatório de Selkirk") em uma elevação da ilha. Na mesma época, a ilha mais ocidental do Arquipélago Juan Fernández foi rebatizada de Ilha Alejandro Selkirk, embora ele provavelmente jamais a tenha visitado.
Em 11 de dezembro de 1885, após um discurso de Lorde Aberdeen, sua esposa desvelou uma estátua de bronze e uma placa de Alexander Selkirk no exterior de uma residência construída no local onde ficava a casa do marinheiro, na Rua Principal de Lower Largo, Fife, Escócia. David Gillies, um descendente dos Selkirks, doou a estátua, que foi produzida por T. Stuart Burnett.
Em 2007, uma expedição arqueológica liderada pelo dr. Dalvid Caldwell anunciou a descoberta do local exato habitado por Selkirk na ilha, definindo o terreno onde ele construiu suas cabanas e apresentando como evidência um dos instrumentos náuticos do escocês, recuperado durante as escavações.